# Schloss Villers-sur-Lesse

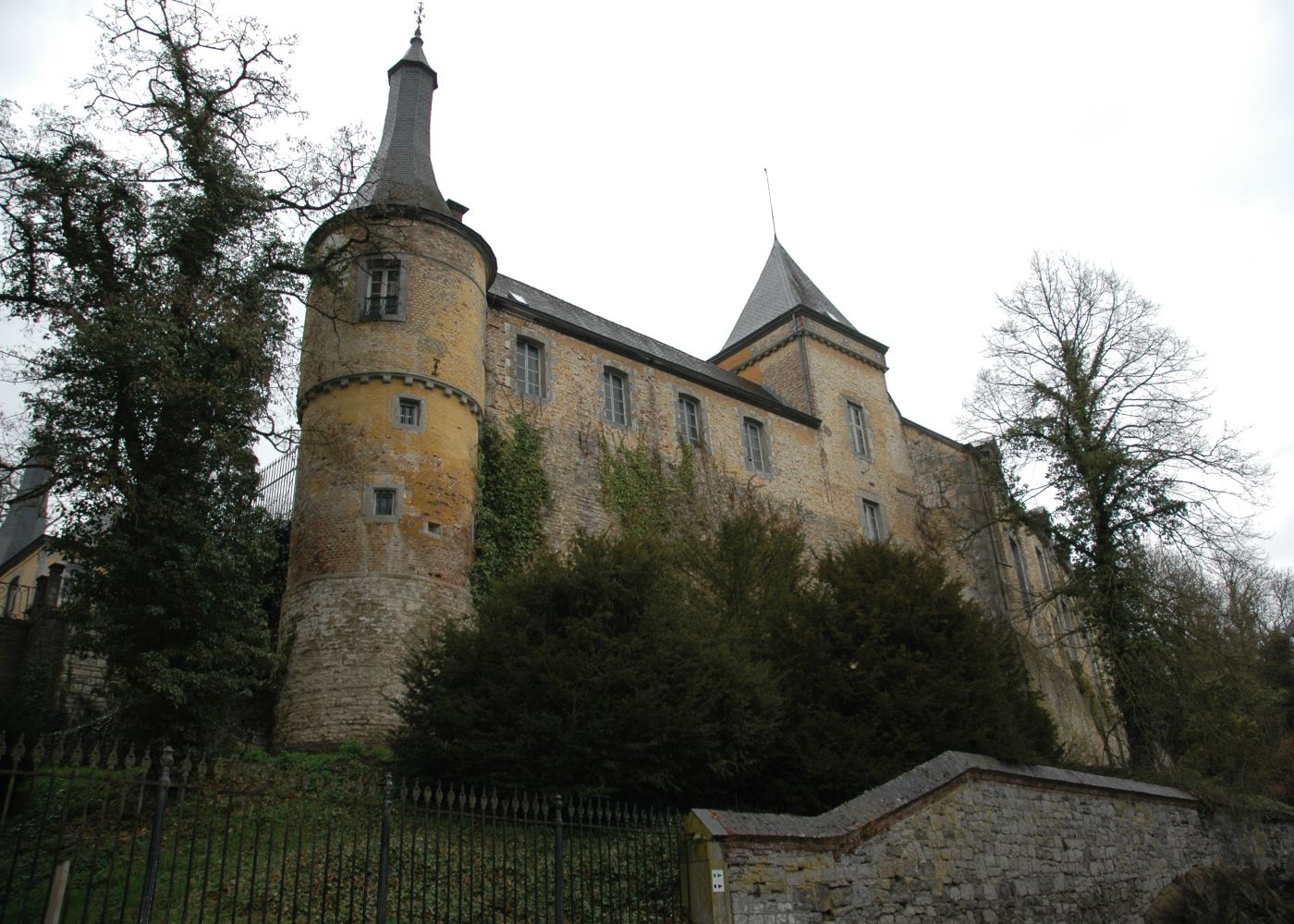
Schloss Villers-sur-Lesse

Das Schloss Villers-sur-Lesse (französisch Château de Villers-sur-Lesse) liegt im Ortsteil Villers-sur-Lesse der belgischen Gemeinde Rochefort in der wallonischen Provinz Namur.

## Geschichte
Das Schloss von Villers-sur-Lesse wurde 1316 zum ersten Mal urkundlich erwähnt. Ursprünglich gehörte das Land um Villers den Herren von Celles. Durch die Heirat von Catherine de Celles mit Itel-Frederic von Merode im Jahr 1637, kam der Besitz an die Grafen von Merode, Herren über Ossogne-lez-Havelange. Schließlich fiel das Anwesen an den Vetter, den Marquis de Merode-Deinze, und wurde vor 1733, an Gideon Desandrouin verkauft.
Gideon Desandrouin war ein wohlhabender Geschäftsmann in den frühen Anfängen der Industrialisierung der Glas-, Kohle- und Metallindustrie in der Region von Charleroi. Er besaß bereits andere Adelssitze, so zum Beispiel die Burg Lodelinsart, Haus Heppignies und Haus Lombois. Der deutsche Kaiser machte ihn 1733, kurz vor seinem Tod in seinem Anwesen von Lodelinsart, zum Vicomte.
Nach dem Tod seines Vaters, erbte Jean-Jacques Desandrouin das Gut. Er heiratete zuerst Marie-Charlotte de Houelle de Pommeray  in zweiter Ehe dann Jourdaine Le Tirant de Villers, die Tochter des Marquis Louis de Villers.
1857 wurde das Schloss von einem Brand teilweise verwüstet. Ein Flügel blieb zerstört, und nur der rechte Flügel wurde neu aufgebaut. 1892 kaufte der belgische König Leopold II. das Anwesen mit 37 Hektar Grundbesitz, teilweise mit seltenen Bäumen bepflanzt, von den Grafen Ferdinand und Felix von Cunchy und vereinte es mit seinem über 1640 Hektar umfassenden Grundbesitz der Domaine Ardennes ganz in der Nähe. Das königliche Sommerschloss liegt auf einer Anhöhe in Sichtweite entfernt. Leopold wollte Villers-sur-Lesse zur Sommerresidenz für die künftigen Herzöge von Brabant zu machen. Seit 1903 gehört das Schloss zum Royal Trust.